# النثر بالمونة

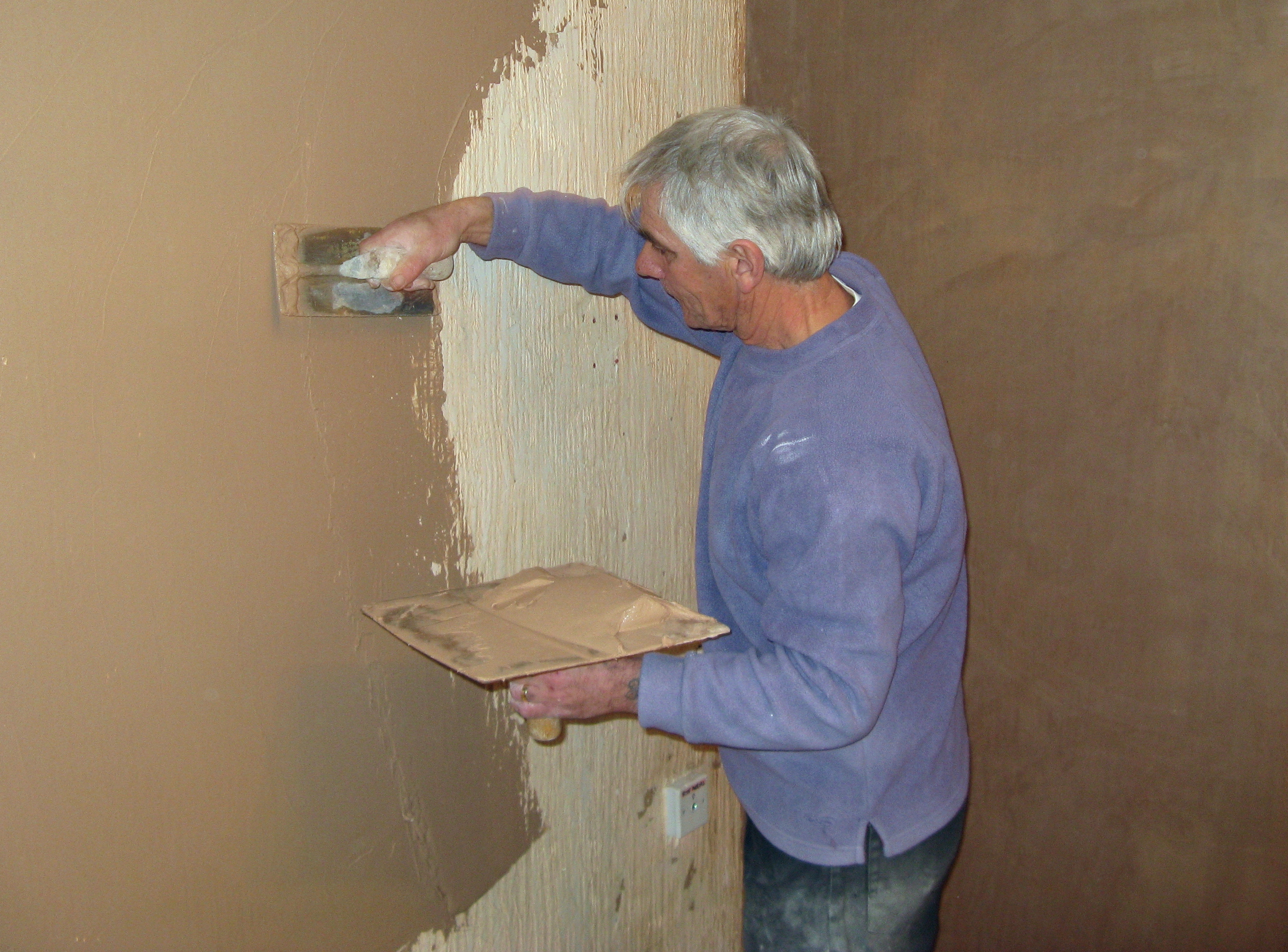

النثر بالمونة أو الطرطشة هي إحدى طرق الإنهاء للجدران والسقوف من الخارج في أعمال البناء وينثر فوق الطبقة الأولى بالمونة والتي تتكون عادة من مونة ذات قوام شبه سائل تسمى الشربت تتكون من سننت ورمل بنسة 3:1 قد يستعمل السمنت البورتلاندي اعتيادي لاعطاء انهاء باللون الرمادي الفاتح أو اسمنت بورتلاند مقاوم للاملاح لاعطاء انهاء بلون رمادي غامق أو اسمنت بورتلاند ابيض أو ملون تستعمل لذلك الالوان الاسمنتية خاصة لاعطاء الوان باللون المطلوب ويستعمل الرمل المدرج حسب نعومة النثر المطلوب فقد يكون ناعما أو معتدلا أو خشنا.

## طرق نشر المونة
تنشر المونة على الطبقة الأولى التي تكون خشنة بدرجة كافية باحدى الطرق التالية”.
- النثر بالماكنة: تستعمل الماكنة وهي جهاز يدوي بسيط تكون قاعدته خزانا لمونة النثر التي ترمى إلى وجه الجدار بواسطة النهايات المدببة لاسلاك أو انصال ما يشبه الفرشة المعدنية محمولة على محور افقي وتدار باليد وتنغمس نهايات الإنصال في الشربت ثم تقذف ما يتعلق بها اثناء الدوران نتيجة ارتطام الاسلاك بحاجز معدني.
- النثر اليدوي: ينثر الشربت بواسطة حزمة من اغصان الصفصاف الرفيعة أو عتقد النخيل تغمس في الشربت وتضرب على خشبة توضع قريبا من الجدار حيث يتطار الشربت من الغصن ليستقر على وجه الجدار.
- النثر بواسطة الجمجة: يستعمل النثر بالجمجة في النثر الخشن جدا المعروف باسم نثر بحص حيث يستعمل بدل الرمل الخشن حصى ناعم بمقاس (6-10)ملم وان احتمال تساقط الحصى بعد مدة يكون كبيرا في هذا النوع من النثر.
- النثر المعالج: وهو أحد أنواع النثر السابقة الا انه قد يكبس بمالج خشبي بعد عملية النثر مباشرة ويسمى نثر مكبوس أو ينشر بمشط حديدي بعد عملية النثر وقبل التصلب لاعطاء مضهرا معماريا معيناً